# Super Bowl XX
Super Bowl XX je bio završna utakmica 66. po redu sezone nacionalne lige američkog nogometa. U njoj su se sastali pobjednici AFC konferencije New England Patriotsi i pobjednici NFC konferencije Chicago Bearsi. Pobijedili su Bearsi rezultatom 46:10, kojima je to bio prvi osvojeni naslov u eri Super Bowla, a deveti ukupno u povijesti NFL-a.
Utakmica je odigrana na stadionu Louisiana Superdome u New Orleansu u Louisiani, kojem je to bilo šesto domaćinstvo Super Bowla, treće na ovom stadionu (zadnje Super Bowl XV 1981. godine).

## Tijek utakmice
| Četvrtina | Vrijeme | Momčad | Informacija o promjeni rezultata                                                     | Rezultat | Rezultat |
| Četvrtina | Vrijeme | Momčad | Informacija o promjeni rezultata                                                     | Patriots | Bears    |
| --------- | ------- | ------ | ------------------------------------------------------------------------------------ | -------- | -------- |
| 1         | 13:41   | NE     | field goal (Franklin)                                                                | 3        | 0        |
| 1         | 9:20    | CHI    | field goal (Butler)                                                                  | 3        | 3        |
| 1         | 1:26    | CHI    | field goal (Butler)                                                                  | 3        | 6        |
| 1         | 0:23    | CHI    | touchdown probijanjem (Suhey), uspješan pokušaj za dodatni poen (Butler)             | 3        | 13       |
| 2         | 7:24    | CHI    | touchdown probijanjem (McMahon), uspješan pokušaj za dodatni poen (Butler)           | 3        | 20       |
| 2         | 0:00    | CHI    | field goal (Butler)                                                                  | 3        | 23       |
| 3         | 7:22    | CHI    | touchdown probijanjem (McMahon), uspješan pokušaj za dodatni poen (Butler)           | 3        | 30       |
| 3         | 6:16    | CHI    | touchdown nakon osvojene lopte (Phillips), uspješan pokušaj za dodatni poen (Butler) | 3        | 37       |
| 3         | 3:22    | CHI    | touchdown probijanjem (Perry), uspješan pokušaj za dodatni poen (Butler)             | 3        | 44       |
| 4         | 13:14   | NE     | touchdown dodavanjem (Grogan-Fryar), uspješan pokušaj za dodatni poen (Franklin)     | 10       | 44       |
| 4         | 5:36    | CHI    | safety nakon obaranja quarterbacka (Waechter)                                        | 10       | 46       |

## Statistika utakmice

### Statistika po momčadima
| Statistika                                                      | New England Patriots | Chicago Bears |
| --------------------------------------------------------------- | -------------------- | ------------- |
| Prvih pokušaja                                                  | 12                   | 23            |
| Ukupno osvojenih jardi                                          | 123                  | 408           |
| Broj napada probijanjem                                         | 11                   | 49            |
| Ukupno jardi osvojenih probijanjem                              | 7                    | 167           |
| Broj napada s kompletiranim dodavanjem/ukupno napada dodavanjem | 17/36                | 12/24         |
| Ukupno jardi osvojenih dodavanjem                               | 116                  | 241           |
| Izgubljenih lopti                                               | 6                    | 2             |
| Prekršaji (izgubljenih jardi)                                   | 5 (35)               | 7 (40)        |
| Vrijeme posjeda lopte (min:s)                                   | 20:45                | 39:15         |

### Statistika po igračima
| Quarterback       | Dodavanja* | Yds** | TD*** | Int**** |
| ----------------- | ---------- | ----- | ----- | ------- |
| Steve Grogan (NE) | 17/30      | 177   | 1     | 2       |
| Jim McMahon (CHI) | 12/20      | 256   | 0     | 0       |

Napomena: * - broj kompletiranih dodavanja/ukupno dodavanja, ** - ukupno jardi dodavanja, *** - broj touchdownova (polaganja), **** - broj izgubljenih lopti